# Tiempo de inspección
El tiempo de inspección (TI) es el mínimo necesario para reconocer de forma correcta un estímulo presentado durante un tiempo muy corto.
Aunque pueda parecer similar, no es lo mismo que el tiempo de reacción. Estaría más bien relacionado con la velocidad de aprehensión.
El procedimiento experimental básico para medir el tiempo de inspección consiste en mostrar al sujeto un estímulo simple para que tome una decisión. Por ejemplo, mostrar dos líneas para que decida cuál es más larga y presione un botón.
- Datos: Q6146499